# Zhou Lulu
Zhou Lulu (周璐璐; Yantai, 19 marzo 1988) è una sollevatrice cinese, vincitrice della medaglia d'oro a Londra 2012 e detentrice del record mondiale, stabilito proprio in occasione dei Giochi olimpici.

## Palmarès
- Giochi olimpici

2012 - Londra: oro nella categoria oltre 75 kg.
- Mondiali

2011 - Parigi: oro nella categoria oltre 75 kg.
2013 - Breslavia: argento nella categoria oltre 75 kg.
- Campionati asiatici

2011 - Tongling: argento nella categoria oltre 75 kg.